# 瓦窑岗
瓦窑岗是中国广东省广州市从化区的一个自然村。在江埔街道东南面约6.5千米，属下罗村管辖。此村建村于元大德年间，当时村民以烧砖瓦为业，而砖瓦窑遍布村内，故得名。2015年时，户籍人口512人。